# 1965-ös Formula–1 brit nagydíj
A brit nagydíj volt az 1965-ös Formula–1 világbajnokság ötödik futama, amelyet 1965. július 10-én rendeztek meg a brit Silverstone Circuiten, Silverstone-ban.

## Futam
A brit nagydíjon Clark indult az élről, Hill, Richie Ginther és Stewart előtt. A rajtnál Ginther állt az élre a Hondával, de a második körre már Clark, Hill és Surtees is elment mellette, végül motorhibával kiesett. A futam végén Clark autója motorprobléma miatt drasztikusan lassulni kezdett, de előnyét még meg tudta tartani, 3 másodperccel győzött Hill előtt. Surtees harmadik, Spence negyedik és Stewart ötödik helyével az első öt helyezett versenyző mind brit volt.
| Helyezés | Rajtszám | Versenyző       | Csapat/Motor   | Futott kör | Idő/Kiesés oka  | Rajthely | Pont |
| -------- | -------- | --------------- | -------------- | ---------- | --------------- | -------- | ---- |
| 1        | 5        | Jim Clark       | Lotus-Climax   | 80         | 2h05:25,4       | 1        | 9    |
| 2        | 3        | Graham Hill     | BRM            | 80         | + 3,2           | 2        | 6    |
| 3        | 1        | John Surtees    | Ferrari        | 80         | + 27,6          | 5        | 4    |
| 4        | 6        | Mike Spence     | Lotus-Climax   | 80         | + 39,6          | 6        | 3    |
| 5        | 4        | Jackie Stewart  | BRM            | 80         | + 1:14,6        | 4        | 2    |
| 6        | 7        | Dan Gurney      | Brabham-Climax | 79         | + 1 kör         | 7        | 1    |
| 7        | 15       | Jo Bonnier      | Brabham-Climax | 79         | + 1 kör         | 14       |      |
| 8        | 17       | Frank Gardner   | Brabham-BRM    | 78         | + 2 kör         | 13       |      |
| 9        | 16       | Jo Siffert      | Brabham-BRM    | 78         | + 2 kör         | 18       |      |
| 10       | 9        | Bruce McLaren   | Cooper-Climax  | 77         | + 3 kör         | 11       |      |
| 11       | 24       | Ian Raby        | Brabham-BRM    | 73         | + 7 kör         | 20       |      |
| 12       | 12       | Masten Gregory  | BRM            | 70         | + 10 kör        | 19       |      |
| 13       | 22       | Richard Attwood | Lotus-BRM      | 63         | + 17 kör        | 16       |      |
| Ki       | 10       | Jochen Rindt    | Cooper-Climax  | 62         | Motorhiba       | 12       |      |
| Ki       | 23       | Innes Ireland   | Lotus-BRM      | 41         | Motorhiba       | 15       |      |
| Ki       | 20       | John Rhodes     | Cooper-Climax  | 38         | Gyújtás         | 21       |      |
| Ki       | 18       | Bob Anderson    | Brabham-Climax | 33         | Váltóhiba       | 17       |      |
| Ki       | 14       | Denny Hulme     | Brabham-Climax | 29         | Generátor       | 10       |      |
| Ki       | 11       | Richie Ginther  | Honda          | 26         | Befecskendező   | 3        |      |
| Ki       | 2        | Lorenzo Bandini | Ferrari        | 2          | Motorhiba       | 9        |      |
| NI       | 8        | Jack Brabham    | Brabham-Climax | 0          | Nem indult      | 8        |      |
| NK       | 25       | Alan Rollinson  | Cooper-Ford    |            | Nem kvalifikált |          |      |
| NK       | 26       | Brian Gubby     | Lotus-Climax   |            | Nem kvalifikált |          |      |

### Statisztikák
Vezető helyen: Jim Clark 80 (1-80)
Jim Clark 17. győzelme, 21. pole-pozíciója, Graham Hill 7. leggyorsabb köre.
- Lotus 22. győzelme.